# 콘파쿠 요우무
콘파쿠 요우무(일본어: 魂魄 妖夢)는 동인 서클 상하이 앨리스 환악단에서 제작한 동방 프로젝트에 등장하는 가공 인물이다.

## 개요
사이교우지 가의 정원사이자 유유코의 경호원. 2대째이며 요우무의 할아버지인 콘파쿠 요우키는 현재 행방불명이다.
콘파쿠 가는, 순수한 유령은 아니고 유령과 인간이 혼혈된 가계이다. 형태는 보통 인간과 다를 게 없다. 생각도 특히 인간과 다를 바 없지만, 보통 체온은 아주 조금 낮다고 알려지고 있다. 수명은 인간보다 상당히 길다. 반만 수명이 없는 유령이기 때문이라고 생각된다. 또, 인간의 모습과 비슷한 커다란 유령도 붙어 있다. 이 유령이 반인반령의 특징이라서, 보통 인간과 구별 하는 수단의 하나가 되고 있다. 이 커다란 유령은, 반인반령의 의사로 움직인다. 또, 통상의 유령과는 달라, 체온이 낮지 않다.
《구문사기》에서 히에다노 아큐에 따르면, 〈요우무는 명계에서 정원사 겸, 검의 무예 지도 역으로 더부살이로 일하고 있지만, 최근 들어 현계에서도 빈번하게 보이게 되었다〉고 한다.
검술을 다루는 능력을 가진, 이도류의 달인이다. 2개의 검은, 누관검과 백루검이라 불리고 있다. 긴 것이 누관검이다. 누관검은, 요괴가 단련한 검으로 전해지고 있고 너무 길어 보통의 인간은 다룰 수 없다. 1참으로 유령 10마리 분의 살상력을 가진다고 알려져 있지만, 유령을 살상하는 일은 불가능한 것으로, 어디까지가 사실인지 알 수 없다. 《구문사기》에서 히에다노 아큐는 〈벨 수 없는 것은 조금 밖에 없다, 같다.〉라고 한 바 있다. 한편, 백루검은, 콘파쿠 가의 가보인 칼이며, 베인 사람의 미혹을 끊는 것이 가능하다고 한다. 유령에 사용하면 곧 성불하며, 인간에게 사용하면 베는 느낌이 나쁜, 약간 아픈 칼이다. 유령이 사용하기엔 너무나 실체에 가깝고, 인간이 사용하기엔 너무나 실체가 없는 애매한 상태의 검으로 반인반령인 콘파쿠 가의 사람 밖에 사용할 수 없다.
일상적으로, 명계에 존재하는 백옥루에 거주하고 있다. 아침에는 백옥루의 주인보다 일찍 일어나 뜰의 순찰을 한다. 낮에는 뜰의 손질과 검의 수행을 하면서, 심부름을 부탁받으면 심부름하러 나간다. 밤에는 또 순찰을 하고, 백옥루의 주인이 자는 것을 확인하고 나서 취침한다고 한다. 이 때, 침입자를 발견하면, 요괴이건 인간이건, 바로 베어 버린다. 《구문사기》의 목격보고례에서 하쿠레이 레이무가 〈명계에 놀러 가면, 언제나 베러 온다. 상대를 확인해 주었으면 한다〉고 한 바 있다. 《문화첩(서적)》에서 처럼, 유유코한테 보관을 부탁받은〈인혼정〉(《향림당》제12화〈어두운 빛, 창밖의 눈〉에서 등장한 유령을 불러들이는 도구)을 사용해 유령을 모으는 일도 하고 있다.
《영야초》의 매뉴얼에 따르면 정직하고 성실한 성격인듯 해서 주위 사람, 특히 유유코에게 놀림 받는 일이 많다. 감수성이 강해서《영야초》엔딩에서는 광기의 눈이 된 적이 있었다. 《영야초》명계조 Extra 스테이지의 회화에 따르면, 귀신을 무서워한다. 등장 작품에 따라 캐릭터가 달라서 성격이 고정되어 있지 않다.
《요요몽》에서는 눈동자 색이 적색이었지만 《췌몽상》 이후에는 청색으로 바뀌었다.

## 작중 행적
- 《동방요요몽》: 5면 중보스, 5면 보스, 6면 중보스
- 《동방췌몽상》: 플레이어 캐릭터, 대전상대
- 《동방영야초》: 플레이어 캐릭터
- 《동방화영총》: 플레이어 캐릭터
- 《동방문화첩》: 레벨 6
- 《동방비상천》: 플레이어 캐릭터, 대전상대
- 《동방비상천칙》: 플레이어 캐릭터, 대전상대 (비상천 연동 시에만)
- 《동방신령묘》: 플레이어 캐릭터
- 《동방귀형수》: 플레이어 캐릭터